# Wally Cassell
Pour les articles homonymes, voir Cassell.
Wally Cassell est un acteur américain né Oswaldo Castellano à Agrigente en Sicile (Italie) le 3 mars 1912 et mort le 2 avril 2015  à Palm Desert.

## Filmographie
- 1942 : Fingers at the Window (en) : Photographer
- 1942 : Dr. Gillespie's New Assistant : Gangster
- 1942 : Le Cargo des innocents (Stand by for Action) de Robert Z. Leonard : Talker
- 1943 : Et la vie continue (The Human Comedy), de Clarence Brown
- 1943 : Lily Mars vedette (Presenting Lily Mars) : Man
- 1943 : Pilot #5 : Soldier
- 1943 : Salute to the Marines (en) : Marine Corporal
- 1943 : La Parade aux étoiles (Thousands Cheer), de George Sidney : Jack
- 1943 : Swing Fever : Cassidy (soldier)
- 1944 : Maisie Goes to Reno Harry Beaumont : Reporter
- 1944 : Trente Secondes sur Tokyo (Thirty Seconds Over Tokyo), de Mervyn LeRoy : Marin
- 1944 : Le Grand National (National Velvet), de Clarence Brown : Jockey
- 1944 : Music for Millions : Soldier
- 1945 : Land and Live in the Desert : Bob
- 1945 : Main Street After Dark : Sailor Jenkins
- 1945 : The Thin Man Goes Home : Bill Burns
- 1945 : L'Horloge (The Clock), de Vincente Minnelli : Soda Jerk
- 1945 : Le Fils de Lassie (Son of Lassie), de S. Sylvan Simon : POW
- 1945 : Dangereuse Association (Dangerous Partners) d'Edward L. Cahn
- 1945 : Phantoms, Inc. : Philip Kenneson, Jr.
- 1945 : Les Forçats de la gloire (The Story of G.I. Joe), de William A. Wellman : Pvt. Dondaro
- 1945 : Escale à Hollywood (Anchors Aweigh), de George Sidney : Marin
- 1946 : Le facteur sonne toujours deux fois (The Postman Always Rings Twice), de Tay Garnett : Ben
- 1946 : L'Ange et le Bandit (Bad Bascomb), de S. Sylvan Simon : Curley
- 1946 : Gallant Bess : Mike
- 1947 : The Guilty (en) : Johnny Dixon
- 1947 : Femme de feu (Ramrod), d'André De Toth : Virg Lea
- 1947 : Mac Coy aux poings d'or : Louie
- 1948 : Summer Holiday : Salesman
- 1948 : Trafic à Saïgon (Saigon), de Leslie Fenton : Sgt. Pete Rocco
- 1948 : Le Retour (Homecoming) : Patient
- 1948 : Les Amours de Carmen (The Loves of Carmen), de Charles Vidor
- 1948 : Jeanne d'Arc (Joan of Arc), de Victor Fleming
- 1949 : Streets of San Francisco de George Blair : Den Driscoll
- 1949 : Les Insurgés (We Were Strangers), de John Huston : Miguel
- 1949 : Arctic Manhunt : Tooyuk
- 1949 : L'enfer est à lui (White Heat), de Raoul Walsh : Giovanni 'Cotton' Valletti (Jarrett gang)
- 1949 : Iwo Jima (Sands of Iwo Jima), d'Allan Dwan : Benny Regazzi
- 1950 : Sables mouvants (Quicksand) : Chuck Davis
- 1950 : Témoin de la dernière heure (Highway 301), d'Andrew L. Stone : Robert Mais
- 1951 : Oh! Susanna (it) de Joseph Kane : Trooper Muro
- 1951 : Little Big Horn : Pvt. Danny Zecca
- 1951 : The Wild Blue Yonder : Sgt. Pulaski
- 1952 : Sound Off (en) : Tony Baccigalupi
- 1952 : Breakdown (en) d'Edmond Angelo (en) : Pete Sampson
- 1952 : One Minute to Zero : Pvt. Means
- 1952 : Les Diables de l'Oklahoma (Thunderbirds), de John H. Auer : Pfc. Sam Jacobs
- 1953 : Quand la poudre parle (Law and Order), de Nathan Juran : Durango Kid
- 1953 : Traqué dans Chicago (City That Never Sleeps) de John H. Auer : Gregg Warren
- 1953 : Aventure dans le Grand Nord (Island in the Sky), de William A. Wellman : D'Annunzia, Dooley's radioman
- 1954 : La Princesse du Nil (Princess of the Nile), de Harmon Jones : Goghi
- 1955 : La Loi du plus fort : Veazie
- 1955 : Paris Follies of 1956 : Harry
- 1956 : Infamie (The Come On), de Russell Birdwell : Tony
- 1956 : Wetbacks : Coast Guard lieutenant
- 1956 : Accused of Murder (en) de Joseph Kane : Cipriano's doorman
- 1957 : Femmes coupables (Until They Sail), de Robert Wise : Phil Friskett
- 1958 : Gangster no 1 (I Mobster), de Roger Corman : Cherry Nose Sirago (adult)
- 1959 : Les Incorruptibles défient Al Capone (The Scarface Mob) (TV) : Phil D'Andrea
- 1960 : Les Pièges de Broadway (The Rat Race), de Robert Mulligan : Employé de l'hôtel
- 1961 : The McGonigle (TV) : Chief Petty Officer Jones